# Kniphofia pumila
Kniphofia pumila là một loài thực vật có hoa trong họ Thích diệp thụ. Loài này được (Aiton) Kunth miêu tả khoa học đầu tiên năm 1843.